# National Iranian Oil Company
La National Iranian Oil Company (NIOC) ou Société nationale iranienne du pétrole (SNIP) (en persan : شركت ملى نفت ﺍﻳﺮﺍﻥ, Sherkat Melli Naft Iran), est une entreprise produisant et distribuant du gaz naturel et du pétrole dont le siège est situé à Téhéran. L'entreprise est publique et appartient au ministère du Pétrole iranien dont le ministre est actuellement Bijan Namdar Zangeneh. Elle a été fondée en 1951. En 2005, la compagnie possède aussi 50 % du gisement de gaz offshore de Rhum, en mer du Nord, qui est le plus grand gisement britannique non exploité.
La NIOC a été fondée avec des objectifs d'exploration, de développement, de production, de marketing et de vente de pétrole brut et de gaz naturel. La société nationale iranienne du pétrole possédant toutes les réserves d'hydrocarbures d'Iran est considérée comme une des plus grandes firmes pétrolières du monde.
Les réserves de pétrole et de gaz de la NIOC sont actuellement de 561,9 milliards de barils et 41,14 billions de m3. En 2004, le fait que l'Iran soit le quatrième producteur mondial d'hydrocarbures place la NIOC dans les 4 plus grosses compagnies pétrolières mondiales. Les recherches effectuées en 2019 indiquent que la National Iranian Oil Company, avec des émissions de 35,66 milliards de tonnes d'équivalent CO2 depuis 1965, était la cinquième société au monde avec les émissions les plus élevées au cours de cette période.
Les capacités de production de la NIOC incluent plus de 4 millions de barils de pétrole brut et 300 millions de m3 de gaz naturel par jour. La compagnie exporte grâce à ses installations sur les îles de Kharg, Lavan et Sirri, mettant 17 jetées à la disposition des tankers afin d'exporter gaz et pétrole.

## Gisements
| Nom du gisement                               | bbl/j (barils par jour) |
| --------------------------------------------- | ----------------------- |
| Agha Jari                                     | 200 000                 |
| Ahvaz-Asmari                                  | 700 000                 |
| Bangestan (devrait augmenter jusqu'à 550 000) | env. 245 000            |
| BibiHakimeh                                   | 130 000                 |
| Gachsaran                                     | 560 000                 |
| Karanj-Parsi                                  | 200 000                 |
| Marun                                         | 520 000                 |
| Pazanan                                       | 70 000                  |
| Rag-e-Safid                                   | 180 000                 |

| Nom du gisement | bbl/j (Barils par jour) |
| --------------- | ----------------------- |
| Abuzar          | 125 000                 |
| Dorud           | 130 000                 |
| Salman          | 130 000                 |
| Siri A&E        | 95 000                  |
| Soroush/Nowruz  | 60 000                  |

## Histoire

### 1901-1951 avant l'indépendance iranienne
En mai 1901, William Knox D'Arcy reçoit une concession du Shah d'Iran pour chercher du pétrole et c'est en mai 1908 qu'il découvre du pétrole faisant en même temps la première découverte commerciale au Moyen-Orient. En 1923, Burmah emploie le futur premier ministre britannique, Winston Churchill comme consultant afin qu'il fasse pression sur le gouvernement du Royaume-Uni pour permettre à la Compagnie pétrolière anglo-perse (APOC) d'obtenir les droits exclusifs sur les ressources pétrolières persanes. Il réussira dans sa mission et ceux-ci seront accordés avec succès.
En 1935, le Shāh Rezā  demande à la communauté internationale d'appeler dorénavant la Perse, «l'Iran», ce qui se explique le changement de nom de la Compagnie pétrolière anglo-perse (APOC) qui devient la Compagnie pétrolière anglo-iranienne. Après la Seconde Guerre mondiale, le nationalisme iranien prend de l'ampleur, surtout en ce qui concerne les ressources naturelles iraniennes exploitées par les entreprises étrangères sans indemniser équitablement les citoyens iraniens. L'AIOC et le gouvernement pro-occidental iranien, dirigé par le Premier ministre Ali Razmara, ont d'abord pu résister à la pression des nationalistes et éviter de réviser les conditions de concession de l'AIOC en faveur de l'Iran. En mars 1951, Ali Razmara est assassiné et c'est Mohammad Mossadegh, un nationaliste, qui est élu comme nouveau premier ministre par le Majlis, le parlement d'Iran.

### Avant la révolution (1951-1979)
En avril 1951, le Majlis nationalise l'industrie pétrolière iranienne et crée la National Iranian Oil Company (NIOC). L'APOC stoppe sa gestion de l'Iran et organise un embargo mondial très efficace contre le pétrole iranien. Le gouvernement britannique, qui possédait l'APOC, entend dénoncer et contester cette nationalisation auprès du tribunal de la Cour internationale de justice de La Haye, mais sa plainte est rejetée.
Au printemps 1953, le nouveau président américain Dwight D. Eisenhower autorise la CIA à organiser un coup d'État contre le gouvernement Mossadeq, connu sous le nom de coup d'État iranien de 1953. En août 1953, le putsch assied le général pro-occidental Fazlollah Zahedi au poste de nouveau Premier ministre, et marque le retour en Iran du Shah Mohammad Reza Pahlavi après son bref séjour en Italie . Le plan anti-Mossadeq (plus connu sous le nom de code "Operation Ajax" et "Operation Boot") a été orchestré par la CIA et par le MI6,,.
En 1954, l'APOC devient la British Petroleum Company. Le retour du shah ne signifiait pas que British Petroleum serait capable de monopoliser le pétrole iranien comme auparavant. Sous la pression des États-Unis, British Petroleum accepte à contrecœur d'adhérer à un consortium d'entreprises, fondé en octobre 1954, pour ramener le pétrole iranien sur le marché international. Elle est constituée à Londres en tant que société holding appelée «Iranian Oil Participants Ltd» (IOP).  Les membres fondateurs de la PIO sont British Petroleum (40 %), Gulf (plus tard Chevron, 8 %), Royal Dutch Shell (14 %) et la Compagnie française des pétroles (plus tard Total S.A., 6 %). Quatre autres partenaires détenaient une participation de 8 % dans la société : Aramco - Standard Oil de Californie (SoCal, plus tard Chevron) - Standard Oil du New Jersey (plus tard Exxon, puis ExxonMobil) - Standard Oil Co. de New York (plus tard Mobil, puis Exxon Mobil) - Texaco (plus tard Chevron).
Tous les membres de la PIO ont reconnu que NIOC possédait le pétrole et les installations en Iran et que le rôle de la PIO était d'exploiter et de gérer au nom de NIOC. Pour faciliter cela, la PIO a créé deux entités opérationnelles constituées aux Pays-Bas et toutes deux ont été déléguées à NIOC. Semblable à l'accord "50/50" entre Arabie saoudite et Aramco de 1950, le consortium a accepté de partager les bénéfices sur une base de 50-50 avec l'Iran, "mais pas d'ouvrir ses livres aux auditeurs iraniens ou de permettre aux Iraniens de siéger au conseil des administrateurs ». Les négociations menant à la création du consortium, de 1954-55, ont été considérées comme un exploit de la diplomatie.

### Après 1979
En Iran, la PIO a continué à fonctionner jusqu'à la Révolution islamique iranienne de 1979. Dès la révolution le nouveau régime de l'Ayatollah Khomeiny confisque tous les biens de la société en Iran. Selon le site Web de la société: la victoire de la Révolution islamique iranienne a annulé l'accord de consortium de 1954 et tous les règlements s'y afférents. La prise de pouvoir par la République islamique a entraîné le retrait des employés étrangers de l'industrie pétrolière iranienne. Les employés domestiques ont pris le contrôle total de la direction et du management de la société.

### Actuellement
En avril 2012, à la suite d'une cyberattaque dont l'origine est restée inconnue, la société déconnecte plusieurs ordinateurs d'Internet .
En novembre 2016, la NIOC signe avec Total un protocole d’accord afin de développer la phase 11 de South Pars (projet appelé projet South Pars 11 (SP 11)). South Pars est connu pour être le plus grand gisement mondial de gaz naturel. Il est évalué que la capacité de production du projet serait de 1,8 milliard de pieds cubes par jour, ce qui équivaut à 370 000 barils équivalent pétrole par jour. Le gaz qui sera produit alimentera le réseau iranien.
Le 16 novembre 2016, la National Iranian Oil Company et DNO ASA, entreprise pétrolière norvégienne, annoncent la signature d'un memorandum of understanding (MoU)  afin de réaliser une enquête sur le développement du champ Changuleh qui se situe à l'ouest de l'Iran,. Ce champ a été découvert en 1999 mais n'a jamais été développé. En 2016 les experts estimaient qu'il pouvait détenir plus de 2 milliards de barils de pétrole.
En mai 2017, le directeur général de la National Iranian Oil Company (NIOC) annonce que les exportations de pétrole et de gaz de l'Iran ont atteint un record de 3,047 millions de barils par jour en février-mars.
En juillet 2017, la compagnie iranienne annonce avoir signé un accord avec la compagnie pétrolière française Total, le lundi 3 juillet. Ce contrat a pour but de mettre en place une nouvelle phase d'exploitation du gisement de gaz naturel de South Pars. Ce contrat devient alors, depuis la levée des sanctions contre la république islamique, le premier investissement occidental de grande ampleur . En septembre de la même année, la compagnie signe un contrat avec la société française Sofregaz concernant la récupération du gaz naturel rejeté dans l'atmosphère des projets South Pars phases 2 et 3.
En novembre 2017, la direction de la National Iranian Oil Company annonce avoir signé avec la compagnie russe Gazprom, un protocole d'accord concernant le projet de construction du gazoduc "Iran-Pakistan-Inde".

## Les réserves de pétrole de la NIOC
Les réserves de pétrole disponibles des NIOC, au début de 2001, étaient de l'ordre de 99 milliards de barils (1,57 × 1 010 m3). Mais en 2002, le résultat de l'étude de NIOC a mis en avant une croissance des réserves. Effectivement ces dernières ont augmenté d'environ 317 milliards de barils (5,04 × 1 010 m3). Après 2003, l'Iran a fait des découvertes importantes qui ont conduit à l'ajout de 7,7 milliards de barils (1,22 × 109 m3) de pétrole aux réserves disponibles de l'Iran[réf. souhaitée].
Fin 2006, les réserves disponibles d'hydrocarbures liquides de la Société nationale iranienne du pétrole  étaient, selon l'organisation des pays exportateurs de pétrole (OPEP) de 1 384 milliards de barils (soit 2,200 × 1 011 m3).
La grande majorité des réserves de pétrole brut de l'Iran sont situées dans les immenses champs terrestres de la région du Khouzistan dans le sud-ouest iranien, près de la frontière irakienne. Au total, l'Iran possède 40 champs productifs: 27 terrestres et 13 off-shore (en mer). Le pétrole brut de l'Iran est généralement à teneur moyenne en soufre et se situe entre 28 ° et 35 ° API.
En 2012, 98 plates-formes étaient opérationnelles dans les champs on-shore, 24 dans les champs offshore et seule une plate-forme opérait dans la mer Caspienne. En 2014, L'Iran envisage d'augmenter le nombre de ses plates-formes de forage opérant dans ses champs pétroliers terrestres et offshore de 36 unités pour atteindre 134 unités.

## Structure organisationnelle
La société est entièrement détenue par le gouvernement iranien. L'Assemblée générale de la NIOC se compose de:
L'assemblée générale de la NIOC se compose du président, du vice-président, du directeur général de l'organisation de gestion et de planification, des ministres du Pétrole, de l'Énergie, de l'Industrie et des Mines, du Travail et des Affaires sociales ainsi que du ministre de l'Économie et des Finances. L'assemblée générale est le plus haut organe de décision de la compagnie, elle détermine les grandes lignes de la stratégie de l'entreprise, approuve les budgets annuels, les plans des opérations et de financement ainsi que les comptes. L'assemblée des directeurs de la compagnie a l'autorité et les responsabilités majeures pour approuver tous les plans opérationnels dans le cadre défini par l'assemblée générale, approuve les transactions et les contrats, et prépare les budgets, les comptes et les rapports à présenter à l'assemblée générale.
Un conseil supervise l'implémentation des grandes lignes de la stratégie définies par l'assemblée générale et s'occupe des opérations via le directeur des opérations.

### Membres du conseil
| Nom                 | Fonction principale               | Fonction au sein du conseil |
| ------------------- | --------------------------------- | --------------------------- |
| Bijan Zanganeh      | Ministre du Pétrole               | Président                   |
| Roknodin Javadi     | P-DG                              | Vice-président              |
| Bijan Allipour      | P-DG de NISOC                     | Membre du conseil           |
| Mohamad Delparish   | Manager of Integrated Planning    | Membre du conseil           |
| Mohsen Ghamsari     | Directeur des affaires étrangères | Membre du conseil           |
| Ghadir Movahedzadeh | Directeur des Finances            | Membre du conseil           |
| Hormoz Ghalavand    | Exploration Manager               | Membre du conseil           |

## Filiales
La NIOC a divisé les tâches et délègue des responsabilités à ses filiales. En fait, les directeurs de la NIOC agissent principalement dans le domaine de la stratégie et de la supervision, alors que les filiales s'occupent de l'exécution des tâches de tout un spectre d'opérations telles que l'exploration, le forage, la production et la livraison de pétrole brut et de gaz naturel, à la fois pour l'exportation et pour la consommation domestique.
Les filiales de la NIOC sont :
- Central Iranian Oil Fields Company
- National Iranian Gas Export Co.
- National Iranian South Oil Company
- National Iranian Offshore Oil Co.
- National Iranian Central Oil Co.
- Khazar Oil Exploration and Production Co.
- Petroleum Engineering and Development Co.
- Pars Oil and Gas Co.
- Pars Special Economic Energy Zone Co.
- National Iranian Oil Terminals Co.
- National Iranian Drilling Co.
- North Drilling Co.
- Iran Petro Development Co.
- Ahwaz Pipe Mills Company
- Petropars
- Iranian Fuel Conservation Org.
- National Iranian Tanker Co.
- Exploration Service Company (ESC)
- Kala Naft London Ltd.
- Kala Naft Canada Ltd.
- Naftiran Intertrade Co. Switzerland
  - Iranian Oil Company (GB)

## Impact environnemental
Selon le géographe Richard Heede, en 2013 la société nationale iranienne du pétrole occupait la 3e place sur la liste des compagnies émettant le niveau mondial d'émissions de CO2 le plus élevé (derrière Saudi Aramco et la société russe Gazprom). En effet cette année-là, elle a émis près de 739 millions de tonnes de CO2 ce qui représente 2,1% des émissions mondiales de 2013.